# Meinrad II van Hohenzollern-Sigmaringen
Meinrad II Karel Anton van Hohenzollern-Sigmaringen (Sigmaringen, 1 november 1673 - aldaar, 20 oktober 1715) was van 1689 tot aan zijn dood vorst van Hohenzollern-Sigmaringen. Hij behoorde tot het huis Hohenzollern-Sigmaringen.

## Levensloop
Meinrad II was de oudste zoon van vorst Maximiliaan van Hohenzollern-Sigmaringen en diens echtgenote Maria Clara, dochter van graaf Albrecht van den Bergh 's-Heerenberg. Tijdens zijn jeugd verbleef hij hoofdzakelijk in Wenen, waar zijn vader in dienst van het huis Habsburg was.
In augustus 1689 volgde hij zijn vader op vijftienjarige leeftijd op als vorst van Hohenzollern-Sigmaringen. Wegens zijn minderjarigheid stond hij onder het regentschap van zijn moeder en zijn oom Frans Anton van Hohenzollern-Haigerloch. Meinrad II studeerde aan de Universiteit van Ingolstadt en koos net als zijn vader voor een militaire loopbaan in keizerlijk-Oostenrijkse dienst.
In 1683 was Meinrad betrokken bij de ontzetting van het Beleg van Wenen. Ook nam hij deel aan de Negenjarige Oorlog tegen Frankrijk en aan de onderdrukking van de Hongaarse boerenopstand. Tijdens de Spaanse Successieoorlog diende hij in de Habsburgse Nederlanden, Beieren en Hongarije.
In 1692 breidde keizer Leopold I de rang van rijksvorst van de Zwabische Hohenzollern uit met het eerstgeboorterecht. Ook sloot hij in 1695 een akkoord met de Hohenzollern die het keurvorstendom Brandenburg bestuurden, waarin afgesproken werd dat de gebieden van de Zwabische Hohenzollern bij uitsterven naar Brandenburg zouden gaan. Nadat zijn oom Frans Anton in 1702 sneuvelde bij de Slag bij Friedlingen, viel Hohenzollern-Haigerloch opnieuw toe aan Hohenzollern-Sigmaringen. In 1708 bouwde hij de hoogoven van Laucherthal.
In oktober 1715 stierf Meinrad II op 42-jarige leeftijd.  

## Huwelijk en nakomelingen
Op 22 november 1700 huwde Meinrad II met Johanna Catharina (1678-1759), dochter van graaf Johan Anton I van Montfort-Tettnang. Ze kregen drie kinderen:
- Jozef Frederik Ernst (1702-1769), vorst van Hohenzollern-Sigmaringen
- Frans Willem (1704-1737), graaf van den Bergh
- Maria Anna (1707-1783)
- Karel Wolfgang (1708-1709)